# Nguyễn Đình Tư
Nguyễn Đình Tư (sinh năm 1920) là nhà báo độc lập, nhà nghiên cứu lịch sử, Ủy viên thường trực Hội đồng nhân dân Thành phố Hồ Chí Minh, Việt Nam. Ông cũng được Viện kỷ lục Việt Nam ghi nhận kỷ lục là "nhà nghiên cứu có quá trình 80 năm lao động, sáng tạo, cống hiến, đóng góp nhiều nội dung giá trị về văn hóa, lịch sử, địa chí của các vùng miền, tỉnh/thành phố Việt Nam".

## Tiểu sử
Nguyễn Đình Tư sinh năm 1920, quê ông ở tổng Võ Liệt, nay thuộc xã Thanh Chi, huyện Thanh Chương, tỉnh Nghệ An. Hoàn cảnh nghèo khó cùng tuổi thơ vất vả khiến ông buộc phải nghỉ học vì không có tiền, nhưng nhờ hiệu trưởng đã vận động 8 thầy giáo góp tiền nuôi trò để ông tiếp tục được đến trường. Ông vừa học vừa làm thêm tại thị xã Vinh. Năm 1943, ông bắt đầu viết văn.
Cuốn truyện dài “Nguyễn Xí” viết xong, dù gửi cho nhà xuất bản nhưng ông không nghĩ được đăng cho đến khi tình cờ thấy sách mình bán ngoài tiệm. Tiếp đó là các cuốn truyện “Dì ghẻ con chồng”, “Thù chồng nợ nước” ra mắt độc giả, gây được tiếng vang trong văn đàn.
Thời kháng chiến chống Pháp, ông là cộng tác viên báo Độc Lập; năm 1962 làm việc cho Ty Điền địa Phú Yên.
Năm 1996, ông Nguyễn Đình Tư là Ủy viên thường trực Hội đồng nhân dân Thành phố Hồ Chí Minh, đặt và đổi tên đường thành phố này, là người đề xuất với Hội đồng đặt cho Thành phố Hồ Chí Minh hai con đường Hoàng Sa và Trường Sa.
Tính đến nay, nhà nghiên cứu Nguyễn Đình Tư có khoảng 60 đầu sách đã xuất bản, với các công trình từ trước năm 1975 như: Non nước Phú Yên (1964), Địa chí Khánh Hòa (1972), Non nước Ninh Thuận (1974), và các công trình về sau như: Đường phố nội thành Thành phố Hồ Chí Minh, Từ điển địa danh hành chính Nam Bộ, Non nước Quảng Trị, Tiểu sử và hành trạng các nhà khoa bảng Hán học Nam Bộ, Sổ tay tên đường ở Thành phố Hồ Chí Minh, Chế độ thực dân Pháp trên đất Nam Kỳ, tiểu thuyết Loạn 12 sứ quân...
Năm 2017, ông được Hội sử học Việt Nam trao Kỷ niệm chương Vì sự nghiệp sử học Việt Nam.